# Municipio de Belle (Dakota del Sur)
El municipio de Belle (en inglés: Belle Township) es un municipio ubicado en el condado de Edmunds en el estado estadounidense de Dakota del Sur. En el año 2010 tenía una población de 145 habitantes y una densidad poblacional de 1,55 personas por km².

## Geografía
El municipio de Belle se encuentra ubicado en las coordenadas 45°32′31″N 98°54′53″O / 45.54194, -98.91472. Según la Oficina del Censo de los Estados Unidos, el municipio tiene una superficie total de 93.43 km², de la cual 93,4 km² corresponden a tierra firme y (0,04 %) 0,03 km² es agua.

## Demografía
Según el censo de 2010, había 145 personas residiendo en el municipio de Belle. La densidad de población era de 1,55 hab./km². De los 145 habitantes, el municipio de Belle estaba compuesto por el 99,31 % blancos y el 0,69 % eran de una mezcla de razas. Del total de la población el 0 % eran hispanos o latinos de cualquier raza.